# Tawang (Fluss)
Der Tawang Chu bildet den etwa 90 km langen linken Quellfluss des Drangme Chhu im indischen Bundesstaat Arunachal Pradesh. Die letzten drei Kilometer bildet der Tawang die Grenze zu Bhutan.
Der Tawang Chu wird von mehreren Gletschern an der Ostflanke des 6488 m hohen Gorichen gespeist. Von dort fließt er in westsüdwestlicher Richtung durch den Distrikt Tawang. Er passiert die gleichnamige Distrikthauptstadt Tawang und nimmt im Anschluss den Cona von rechts auf. Drei Kilometer oberhalb seiner Vereinigung mit dem Nyashang Chu zum Drangme Chhu bildet der Tawang Chu die Grenze zum südlich gelegenen Bhutan. Es gibt Pläne, den Fluss zur Stromerzeugung zu nutzen.